# El Vilà (Santa Eulàlia de Riuprimer)
El Vilà és una masia de Santa Eulàlia de Riuprimer (Osona) inclosa a l'Inventari del Patrimoni Arquitectònic de Catalunya.

## Descripció
Edifici civil. Masia de planta rectangular coberta a dues vessants, amb la façana orientada a migdia. Presenta un bonic portal dovellat, les dovelles són de pedra rogenca. A nivell del primer pis hi ha un balcó que correspon segurament a l'antiga obertura d'una finestra, el qual presenta decoracions conopials, igual que la finestra dreta del mateix pis.
A la part posterior de la casa hi ha un cos de porxos.
La masia es troba envoltada per dependències agrícoles construïdes amb pedra, igual que la casa. A la part dreta hi ha un edifici de nova construcció.
Material constructiu: pedra, totxo i pòrtland.

## Història
Antiga masia, registrada entre els masos que figuren al fogatge de 1553 del terme i parròquia de Santa Eulàlia de Riuprimer, trobem habitant el mas a Joan Vilà.
El mas fou reformat i ampliat, com la majoria de masies de la contrada durant el segle xviii. Al segle xix s'hi feu una altra reforma.